# 오호리 료노스케
오호리 료노스케(일본어: 大堀 亮之介, 2001년 1월 10일~)는 일본의 축구 선수이다. 포지션은 미드필더로 현재 아제르바이잔 아제르바이잔 프리미어리그의 네프치 PFK 소속으로 뛰고 있다.